# Villesèquelande
Villesèquelande ist eine französische Gemeinde mit 875 Einwohnern (Stand 1. Januar 2022) im Département Aude in der Region Okzitanien. Sie gehört zum Arrondissement Carcassonne und zum Kanton La Malepère à la Montagne Noire.

## Nachbargemeinden
Nachbargemeinden von Villesèquelande  sind  Pezens im Norden, Caux-et-Sauzens im Südosten, Arzens im Südwesten und Moussoulens im Westen.

## Bevölkerungsentwicklung
| Jahr      | 1975 | 1982 | 1990 | 1999 | 2013 |
| Einwohner | 455  | 521  | 506  | 571  | 867  |

## Gemeindepartnerschaft
- Montefalco (Italien)